# Federación Libia de Fútbol
La Federación Libia de Fútbol (en árabe: الاتحاد الليبي لكرة القدم‎; abreviado LFF) es el organismo rector del fútbol en Libia, con sede en Trípoli. Fue fundada en 1962 y desde 1963 es miembro de la FIFA y desde 1965 de la CAF. Organiza el campeonato de Liga y de Copa, así como los partidos de la selección nacional en sus distintas categorías.

## Historia
Durante la guerra civil libia de 2011, la selección nacional de fútbol continuó jugando, completando su partido de clasificación para la Copa Africana de Naciones 2012 frente a Mozambique a puerta cerrada en territorio neutral en El Cairo. Libia llevó un uniforme blanco y apareció bajo la bandera del Consejo Nacional de Transición con colores rojo, verde y negro.